# Alexander Mahone
Alexander Mahone interpretat de William Fichtner, este un personaj din serialul de televiziune Prison Break difuzat de Fox.